# Zinovij Peškov
Zinovij Alexejevič Peškov, rodným jménem Zinovij Michajlovič Sverdlov (rusky Зиновий Алексеевич Пешков; 16. října 1884 Nižnij Novgorod – 27. listopadu 1966 Paříž), byl v Rusku narozený francouzský generál a diplomat. Jeho bratr byl ruský bolševický předák Jakov Sverdlov.

## Životopis

### Mládí
Narodil se jako Zinovij Michajlovič Sverdlov (rusky Зиновий Михаилович Свердлов) židovskému rytci v Nižním Novgorodu. V roce 1896 se Peškov, tehdy ještě Sverdlov, setkal se spisovatelem Maximem Gorkým a stal se jeho blízkým přítelem. Během doby, co byl Gorkij v exilu, pracoval jako jeho sekretář. Aby se kvůli svému židovskému původu vyhnul pronásledování, byl roku 1902 pokřtěn jako pravoslavný Rus a získal Gorkého původní jméno (Gorkij se původně jmenoval Alexej Peškov). Gorkij se poté stal jeho kmotrem. Svou původní rodinou byl zavržen a v roce 1904 emigroval do Kanady. Po dvou letech se na Capri setkal s Gorkým.

### První světová válka a po válce
Po vypuknutí první světové války v roce 1914 odešel jako dobrovolník do francouzské armády. V roce 1915 byl těžce zraněn a jeho pravá ruka musela být amputována. V roce 1916, už jako důstojník, byl odeslán do Spojených států jako tlumočník. V roce 1917 byl vyznamenán Řádem čestné legie a pracoval jako diplomat v Rusku a Rumunsku.
V letech 1921-1926 a 1937-1940 sloužil ve francouzské cizinecké legii v Maroku, a o svých zkušenostech z Maroka napsal knihu. V letech 1926 - 1937 sloužil v ministerstvu zahraničí ve Francii a v Libanonu.

### Druhá světová válka a po válce
Během druhé světové války bojoval proti Wehrmachtu v Maroku[zdroj?] a v Sýrii. V roce 1940 se spojil s Charlesem de Gaullem a jeho Svobodnými Francouzi a brzy byl poslán jako francouzský velvyslanec do Jižní Afriky, kde organizoval lodní přepravu zbraní pro Spojence. V roce 1943 byl povýšen do hodnosti brigádního generála. Po válce sloužil jako francouzský velvyslanec v Číně a v Japonsku. V roce 1964 působil na Tchaj-wanu u Čankajška.
Zemřel v Paříži a byl pohřben na ruském hřbitově v Sainte-Geneviève-des-Bois.